# Диво-дітки: Недолугі чарівники

## Про фільм
Чудо-дітки: Недолугі чарівники (The Magic Kids: Three Unlikely Heroes) — німецький пригодницько-фентезійний сімейний фільм 2020 року. Режисер Тім Трагезер; сценаристи Марк Хіллефельд та Вольфганг Гольбайн. Продюсер Крістіан Бекер.
Прем'єра в Україні відбулася 22 жовтня 2020 року.

## Знімались
- Соня Герхардт
- Крістіан Беркель
- Юлія Кошиць
- Вальдемар Кобус
- Аксель Штайн

## Стислий зміст
Історія тринадцятилітьного хлопчика-вампіра Влада, який потрапляє в одну з найпрестижніших шкіл чарівництва. Містечко Крайльсфельден і школа виявляються притулком найрізноманітніших казкових істот.
З появою Влада та його батька там тепер є і вампіри. Все виглядає чудово, однак у Влада є одна велика проблема. Вампір цілковито не витримує виду крові. Його друзями в школі стають два таких же невдахи: стражденна фея, яка боїться літати, та хлопчик-перевертень з алергією на шерсть тварин.
У цих трьох героїв попереду незабутні пригоди і їм доведеться кинути виклик меру містечка.